# Рибалочка кобальтовий
Риба́лочка кобальтовий (Alcedo semitorquata) — вид сиворакшоподібних птахів родини рибалочкових (Alcedinidae).

## Поширення
Вид поширений у Східній та Південній Африці. Ареал розділений на три великі ізольовані частини, кожна з яких приблизно збігається з ареалом кожного з трьох підвидів: перша включає значну частину Африканського Рогу, друга — це територія між Танзанією, північним Мозамбіком (до річки Саве) і Анголою, третій — східна та прибережна Південна Африка. У межах свого ареалу зустрічається вздовж постійних і не надто глибоких водотоків, з наявністю чагарникової або деревної рослинності вздовж берегів. Рідше його можна спостерігати в озерних середовищах.

## Підвиди
- Alcedo semitorquata semitorquata, широко поширений у Південній Африці;
- Alcedo semitorquata heuglini, в Еритреї та Ефіопії;
- Alcedo semitorquata tephria, в Танзанії, Замбії та Зімбабве.

## Опис
Птах завдовжки 20 см, третина з яких належить довгому дзьобу; розмах крил приблизно дорівнює довжині тіла, вага досягає 40 г. Форма тіла кремезна, з маленькими ногами і великою головою. Забарвлення інтенсивно-блакитне в спинній частині тіла з тенденцією до затемнення біля основи дзьоба і за очима: горло і груди білі, а також еліпсоїдна пляма в області під кожним вухом, яка простягається до потилиці, але не з’єднується з гомологічною на іншій стороні голови, утворюючи «напівкомір». Черево і підхвістя мають колір від жовтого до помаранчевого, ноги тілесно-помаранчевого кольору, довгий міцний дзьоб чорний.